# Radiovision-PTT
Radiovision-PTT est la première et la plus ancienne chaîne de télévision généraliste publique nationale française. Elle ouvre son antenne le 26 avril 1935 et retransmet sporadiquement ses émissions jusqu'au 13 juillet 1937. Cette chaîne dépend du ministère des Postes et Télécommunications (PTT).

## Histoire
La première démonstration publique de télévision mécanique à 30 lignes a lieu le 14 avril 1931. Le rendu d'image est meilleur que celui de Baird grâce à la mise au point du système du « point lumineux mobile » et l'utilisation d'une caméra à tambour à miroirs de Weiller par l'ingénieur René Barthélemy, responsable du laboratoire radioélectrique de la Compagnie des compteurs (CdC) de Montrouge. Chargée de la radiodiffusion française, l'administration des PTT mène quelques expériences rudimentaires de télévision dès décembre 1931 en diffusant des émissions expérimentales de 30 à 45 minutes à horaires variables du lundi au samedi avec du matériel Baird depuis l'émetteur en ondes moyennes de Radio PTT. Le système Barthélemy est officiellement préféré à celui de Baird, de par la plus grande stabilité des images, pour la poursuite des émissions expérimentales en 1932.
Le ministre des PTT, Henri Queuille, autorise alors la CdC à poursuivre ses expériences en utilisant l'émetteur de l'école supérieure des PTT situé au 103 rue de Grenelle et attribue à la compagnie un studio rudimentaire au 93 de la même rue. Barthélemy y poursuit ses expériences avec une nouvelle caméra à disque de Nipkow qui offre des possibilités de prise de vue bien meilleures qu'avec le système précédent. Les émissions sont diffusées en 30 lignes le mardi et le vendredi à 17h00 par deux émetteurs, les images par l'émetteur en ondes moyennes de l'école supérieure des PTT sur la longueur d'onde de 431 mètres et le son par l'émetteur de la CdC à Montrouge relié au studio par une ligne téléphonique. Ces émissions expérimentales ne touchent qu'un public d'amateurs d'innovation technique très restreint qui bricolent des postes récepteurs connectés à un poste de radio, se constituant ainsi un récepteur de radiovision.  
Parallèlement, BBC Television Service diffuse un programme expérimental mais régulier de télévision depuis le 22 août 1932, les émissions ayant lieu du lundi au vendredi de 11 h 00 à 11 h 30, puis la nuit en ondes moyennes sur 205 mètres aux heures où les programmes radiophoniques de la BBC sont terminés. Le nouveau ministre français des PTT du Gouvernement Flandin, Georges Mandel, assiste, lors d'une visite chez le directeur général de la British Broadcasting Corporation (BBC) fin 1934, à une retransmission en direct du Derby d'Epsom sur un Televisor mis au point par John Logie Baird.
Convaincu par cette démonstration et de l'intérêt de cette invention pour l'avenir, mais aussi très conscient que l'instabilité ministérielle doit l'amener à rapidement imprimer sa marque sur la lourde administration des PTT dont il a la charge en la modernisant, Georges Mandel décide d'inaugurer au plus tôt un service public régulier et expérimental de télévision en France. Il se rend en mars 1935 à la CdC afin de mesurer l'état d'avancée des recherches. René Barthélemy lui fait une démonstration de sa nouvelle caméra mécanique à disque de 60 lignes de définition (25 images par seconde), de son nouveau télécinéma (dont il est l'inventeur) en 180 lignes, ainsi que d'un poste récepteur en 60 lignes à tube cathodique, tube dont la CdC vient de lancer la fabrication. Il l'informe également de ses travaux en cours sur une caméra en 180 lignes.
Pressé de réaliser son projet, le ministre accorde à Barthélemy les moyens réclamés pour sa réussite. L'amphithéâtre de l'école supérieure des PTT, situé dans les locaux du ministère des Postes et télécommunications au 103 rue de Grenelle, est aménagé en studio de télévision dès le 17 avril 1935 et ses gradins sont démontés pour l'agrandir. La caméra mécanique à 60 lignes de la CdC est placée dans la pièce adjacente, derrière une vitre isolante à double épaisseur destinée à masquer le bruit du moteur qui fait tourner le disque de la caméra. Cette même pièce abrite également l'émetteur 60 lignes de 500 watts conçu par la Compagnie des compteurs. Le projet prévoit un émetteur ondes courtes sur la tour Eiffel et une définition de 180 lignes à terme, dès que Barthélemy aura finalisé ses travaux.
Mille invités du ministre, personnalités, journalistes, et industriels, se pressent dans le studio du 103 rue de Grenelle le vendredi 26 avril 1935 pour assister à la première émission officielle de télévision française régulière transmise par radio avec une définition de 60 lignes. Il est 20 h 15 quand, sur le petit écran verdâtre, apparaît le visage de la comédienne et amie du ministre, Béatrice Bretty, sociétaire de la Comédie-Française, avec à ses côtés, Jean Toscane (d), la voix la plus célèbre de Radio PTT, et René Barthélemy. Lèvres et yeux maquillés en noir pour les besoins de la télédiffusion, Mlle Bretty raconte sa dernière tournée en Italie avec la troupe : « Nous avons fait un beau voyage... ». Ce sont les premiers mots diffusés à la télévision française. Cette première émission de télévision est diffusée en direct jusqu'à 20 h 30 sur la fréquence de 175 mètres en ondes moyennes dans un rayon de 100 km. Radiovision-PTT, première chaîne de télévision française, vient de naître ,.

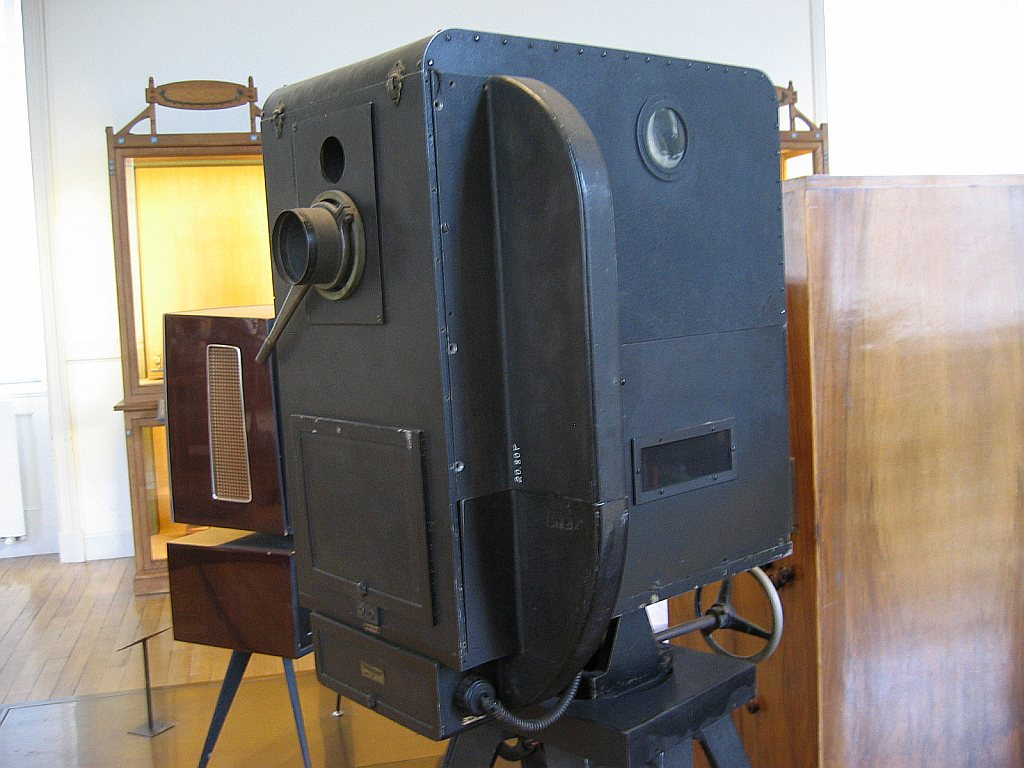
Caméra mécanique 180 lignes à disque de Nipkow à double spirale de Barthélemy, conservée au CNAM.

Impressionné par la netteté des images en 60 lignes obtenue au récepteur de contrôle à tube cathodique lors de cette émission, Georges Mandel donne six mois aux techniciens des PTT et à René Barthélemy pour mettre en place les installations nécessaires à une diffusion publique régulière en 180 lignes. Avec deux mois de retard, l'inauguration officielle de la télévision en 180 lignes a lieu le dimanche 8 décembre 1935 de 17 h 30 à 19 h 30 devant la presse, au studio de Radiovision-PTT au 103, rue de Grenelle à Paris, avec une séance de gala mêlant extraits de pièces de théâtre, d'opéras-comiques, poèmes, chansons et sketchs interprétés par de nombreux comédiens et artistes de music-hall célèbres invités par Béatrice Bretty, et dont les numéros sont annoncés à l'écran par Suzy Wincker, première speakerine officielle, à l'antenne depuis juin.
Le studio de la rue de Grenelle nécessite 50 000 lux de lumière pour pallier l'insuffisante sensibilité de la caméra mécanique 180 lignes à disque de Nipkow à double spirale tournant à 50 rotations par seconde. La dissipation de la chaleur de cet éclairage très violent est gênante et même dangereuse pour les artistes. C'est pourquoi un système de réfrigération à air pulsé (température et humidité) est installé dans le studio pour abaisser sa température de 55 à 25 degrés centigrades au moyen de six aérateurs. Les images filmées dans le studio sont acheminées en direct par un câble téléphonique long de 2 500 mètres jusqu'à un nouvel émetteur conçu par SFR-CSF et situé provisoirement au pilier nord de la tour Eiffel, d'où part un feeder qui le relie aux quatre antennes émettrices ondes courtes de 2 kW situées au sommet de la tour à 320 mètres de hauteur et qui peuvent être captées à 100 km autour de Paris. Le son est transmis en ondes moyennes sur la fréquence de 206 mètres par l'émetteur de Radio Tour Eiffel.
Le public très nombreux se presse devant les récepteurs installés au Conservatoire national des arts et métiers au 292 rue Saint-Martin, à l'Office national du tourisme des Champs-Elysées, au Salon de la France d'Outre-mer au Grand Palais, à la maison de la Chimie, et à la mairie du 5e arrondissement de Paris qui diffusent simultanément les images en 180 lignes. En effet, si l'Emyvisor de Barthélemy est mis en vente fin 1935, son prix est encore exorbitant (8 000 à 10 000 francs de l'époque, soit environ 6 000 euros aujourd'hui) et seuls de rares privilégiés peuvent profiter de la télévision chez eux.
Robert Jardillier, nouveau ministre des PTT du Front populaire, lance le 24 octobre 1936 un appel d'offres auprès des constructeurs radio-électrique afin de doter la télévision de matériel à plus haute définition exploitant les possibilités offertes par l'iconoscope et la télévision électronique qu'exploitent déjà les Britanniques, les Allemands et les Américains. Une période de test doit permettre de choisir le meilleur standard.
Les émissions deviennent régulières à partir du 4 janvier 1937 avec une diffusion de 11 h à 11 h 30 et de 20 h à 20 h 30 en semaine et de 17 h 30 à 19 h 30 le dimanche. Le Secrétaire général adjoint des émissions, Wladimir Porché, fait venir devant les caméras du studio de Radiovision-PTT les plus grands artistes français, tels Sacha Guitry, Serge Lifar ou Maurice Chevalier. On ne compte à cette époque qu'environ 100 récepteurs individuels de télévision.
Grammont réalise ses tests en 441 lignes, la Compagnie Française de Télévision (association de la CdC et de SFR-CSF) en 450 lignes et Thomson-Houston en 455 lignes. L'administration des PTT choisit le matériel haute définition 455 lignes fabriqué par Thomson pour les démonstrations publiques effectuées lors de l'exposition internationale des arts et techniques de Paris de 1937 qui est ensuite transféré pour essais au studio de Radiovision-PTT.

## Organisation
Radiovision-PTT dépend du service de la Radiodiffusion nationale au sein de l'administration des PTT. 

### Dirigeants
Directeur de la Radiodiffusion (PTT)
- Marcel Pellenc : 26 avril 1935 - 13 juillet 1937

Directeur artistique
- Georges Delamare  : 26 avril 1935 - 13 juillet 1937

Secrétaire général adjoint des émissions
- Wladimir Porché : 26 avril 1935 - 13 juillet 1937

Régisseur
- Emmanuel Robert : 26 avril 1935 - 13 juillet 1937

Décorateur
- Roger Laurençon : 26 avril 1935 - 13 juillet 1937

### Siège

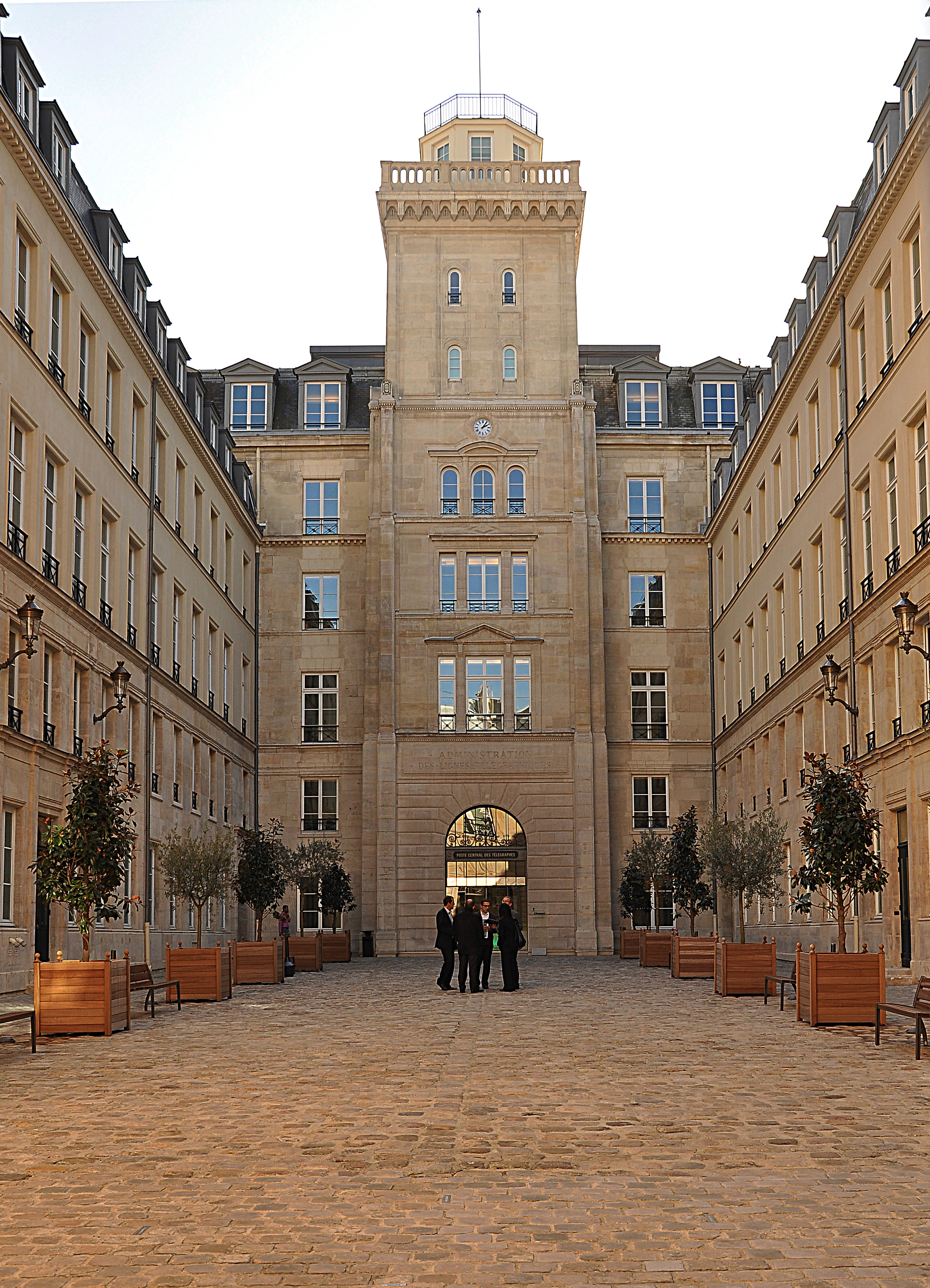
Cour intérieure du ministère des PTT, au 103 rue de Grenelle à Paris, avec la tour Chappe, au sommet de laquelle se trouvait l'antenne de l'émetteur 60 lignes en ondes moyennes.

Le siège de Radiovision-PTT est installé dans les locaux du ministère des PTT, au 103 rue de Grenelle dans le 7e arrondissement de Paris.
Un studio de télévision est aménagé le 17 avril 1935 dans l'ancien amphithéâtre de l'école supérieure des PTT dont les gradins sont retirés pour faire plus d'espace.

## Programmes
Les programmes de Radiovision-PTT ne sont diffusés qu'à très petite échelle, faute de récepteurs, trop chers et peu nombreux. Il s'agit d'émissions assez simples tournées en studio, ne nécessitant pas trop d'artifices, principalement composées de performances artistiques (musiciens, amuseurs), de quelques pièces théâtrales et de reportages. Les émissions de variétés sont très courues et attirent de grands acteurs[non neutre].
Diffusées trois jours par semaine de 11 h à 11 h 30 et de 20 h à 20 h 30 et le dimanche de 17 h 30 à 19 h 30, les émissions deviennent régulières à partir du 4 janvier 1937 et ont lieu tous les jours sauf le lundi et le mardi, de 17 h à 22 h le mercredi et le vendredi et de 16 h à 20 h 30 ou 21 h les autres jours.

## Diffusion

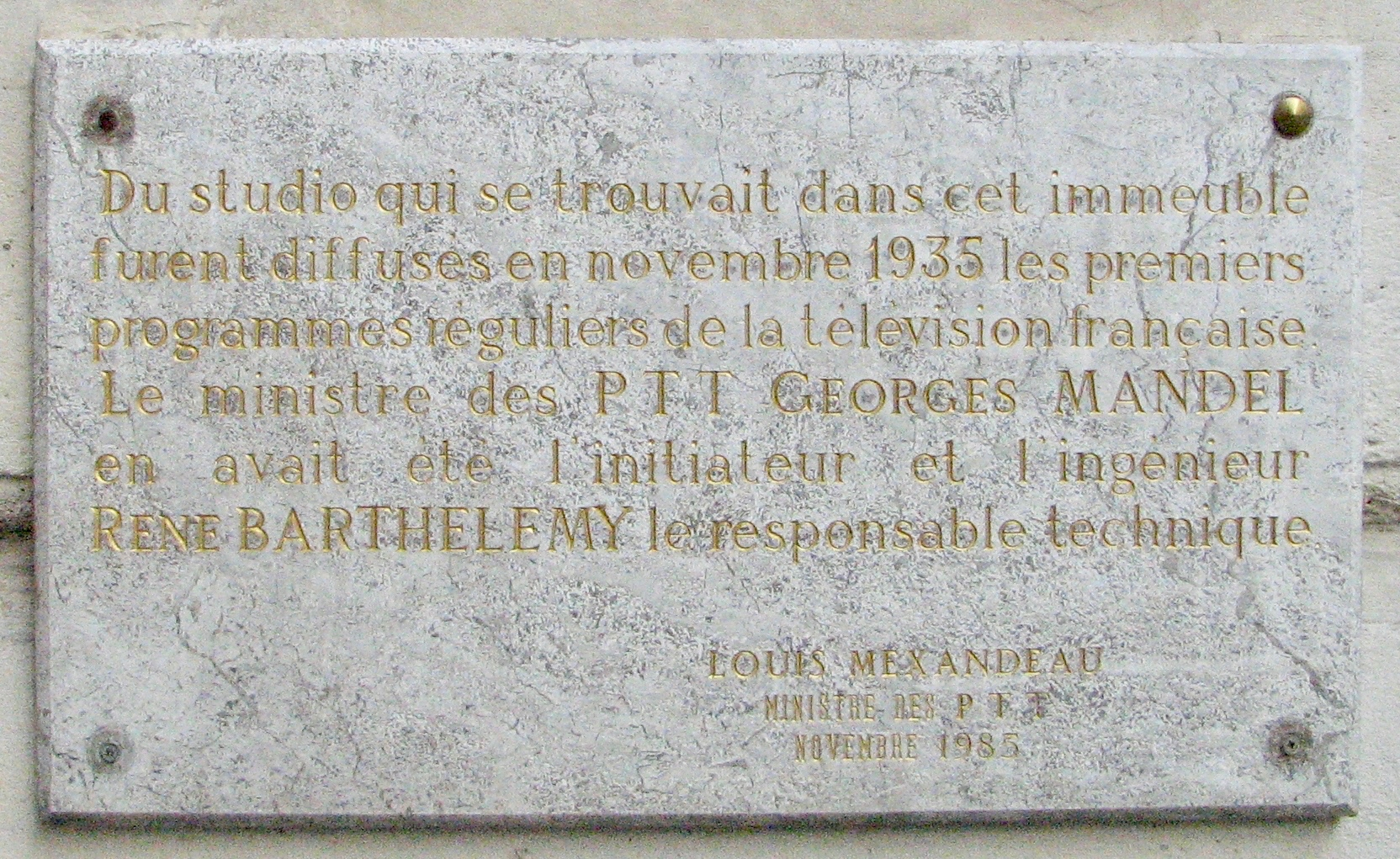
Plaque commémorative 103 rue de Grenelle, de là où en 1935 furent diffusés les premiers programmes réguliers de la télévision française.

Radiovision-PTT est d'abord diffusée en ondes moyennes, sur la longueur d'onde de 175 mètres (1 714 kHz) avec un standard de 60 lignes (25 images par seconde), du 26 avril au 7 novembre 1935, depuis un émetteur analogique hertzien de 500 watts, conçu par la Compagnie des compteurs de Montrouge et installé à l'école supérieure des PTT. Cette faible définition d'image ne nécessite pas de monter trop haut dans la bande de fréquence, ce qui convient parfaitement à une diffusion en ondes moyennes qui a l'avantage d'avoir des émetteurs existants et de porter loin.
La diffusion de Radiovision-PTT au standard de 180 lignes (25 images par seconde) nécessite de monter dans la bande de fréquence. Le nouvel émetteur de 2 kW de la SFR-CSF installé à la tour Eiffel émet donc en ondes courtes sur la longueur d'onde de 8 mètres (37,5 MHz) du 8 novembre 1935 au 10 avril 1938. Le son est transmis en ondes moyennes sur la fréquence de 206 mètres par l'émetteur de Radio Tour Eiffel.
La chaîne a utilisé le canal 1 en France dans la bande basse VHF.